# Boadere
Boadere (bulgariska: Боадере) är ett vattendrag i Bulgarien.   Det ligger i regionen Jambol, i den östra delen av landet, 270 km öster om huvudstaden Sofia.
Trakten runt Boadere består till största delen av jordbruksmark. Runt Boadere är det ganska glesbefolkat, med 26 invånare per kvadratkilometer.